# Octave Le Sergeant d'Hendecourt
Octave Marie Corneille le Sergeant d'Hendecourt (Brussel, 10 januari 1839 - Rhisnes, 12 oktober 1900) was een Belgisch edelman volksvertegenwoordiger.

## Biografie

### Familie
Octave Le Sergeant behoorde tot een familie die in 1614 de adelsverheffing was verleend door aartshertogen Albrecht en Isabella. Hij was een zoon van Benoît Le Sergeant en Octavie de Blondel de Beauregard.
Hij trouwde in 1875 in Brussel met barones Berthe de Mévius (1855-1906), dochter van baron Gustave de Mévius, provincieraadslid van Namen en gouverneur van Namen, en zus van Eugène de Mevius, brouwer, provincieraadslid van Namen en senator. Ze kregen vier zoons en vier dochters.
- Fernand Le Sergeant d'Hendecourt (1876-1927), trouwde in 1901 in Brussel met Renée Visschers (1882-1946). Ze kregen twee zoons.
  - Géry Le Sergeant d'Hendecourt (1917-1993), trouwde in 1943 in Brussel met Michelle Kervyn (1924-2007), stiefdochter van Pierre Nothomb. Ze kregen twee dochters. Ze scheidden in 1955. Hij hertrouwde twee weken later in Sint-Pieters-Woluwe met Jenny Waterloos (1930-1961). Ze kregen een dochter. Hij hertrouwde in 1966 in Elsene met Agnès Sagolla (1934-2002). Het huwelijk bleef kinderloos.
- Roger Le Sergeant d'Hendecourt (1882-1962), majoor, trouwde in 1920 in Elsene met barones Ghislaine Kervyn de Lettenhove (1893-1934), dochter van baron Henri Kervyn de Lettenhove, advocaat, architect en kunsthistoricus. Ze kregen twee zoons en twee dochters. Hij hertrouwde in 1938 in Brussel met gravin Aline d'Ursel (1902-1995). Ze kregen twee dochters. Hij verkreeg in 1925 de titel burggraaf, overdraagbaar bij eerstgeboorte.
  - Jacques Le Sergeant d'Hendecourt (1923-1945), lid van het Verzetsnetwerk en inlichtingendienst Les Amis de Charles, kwam op 13 maart 1945 om in het concentratiekamp Flossenbürg.
  - François Le Sergeant d'Hendecourt (1923-1945), lid van het Verzetsnetwerk en inlichtingendienst Les Amis de Charles, kwam op 27 februari 1945 om in het concentratiekamp Flossenbürg.
- Ghislaine Le Sergeant d'Hendecourt (1887-1967), trouwde in 1909 in Elsene met Pierre Hynderick de Theulegoet (1879-1954), voorzitter van het Hoog comité voor de paardensport en de Nationale commissie voor de paardenwedrennen en secretaris van de Koninklijke vereniging voor het Belgisch trekpaard, zoon van Gaston Hynderick, cavaleriekolonel en secretaris van de Koninklijke vereniging voor het Belgisch trekpaard. Ze kregen drie zoons, met afstammelingen tot heden.
- Marguerite Le Sergeant d'Hendecourt (1898-1955), trouwde in 1928 in Elsene met Bernard de Gallery de La Servière (1902-1945), Frans militair, kwam op 17 juni 1945 in Idlib om. Ze kregen een zoon en een dochter.

In 1890 verkreeg Le Sergeant opname in de Belgische adel met een erfelijke titel van burggraaf. 

### Loopbaan
Le Sergeant d'Hendecourt promoveerde tot doctor in de wijsbegeerte en letteren aan de Katholieke Universiteit Leuven en tot licentiaat in de rechten aan de Universiteit van Parijs.
In 1894 werd hij verkozen tot katholiek volksvertegenwoordiger voor het arrondissement Brussel en vervulde dit mandaat tot in 1896.

## Publicatie
- Etude sur la carrière politique et littéraire d'Asinius Pollion, Leuven, 1878.